# 火星生命

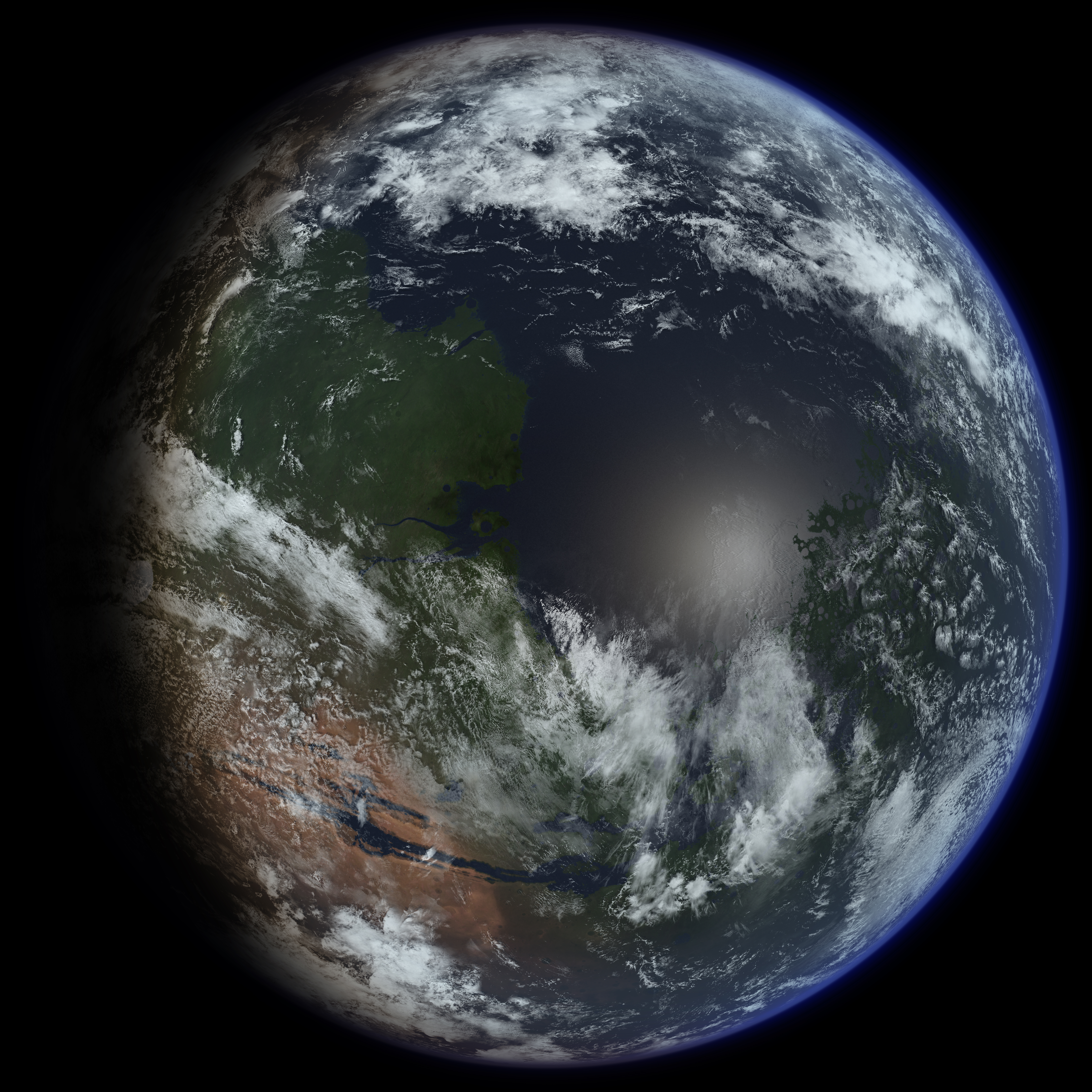
带有生物圈的火星地球化示例

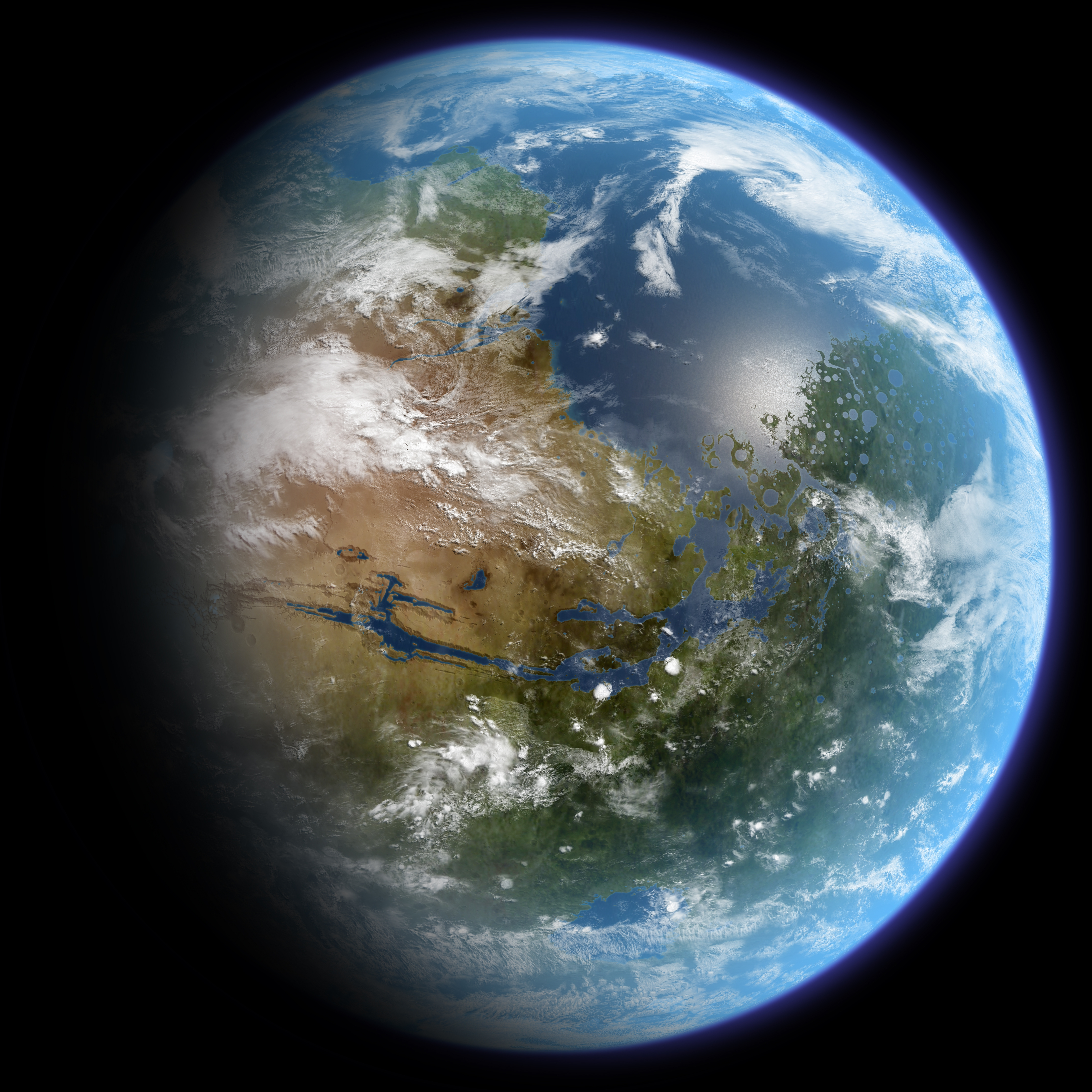
另一幅火星地球化的艺术想象图

由于火星与地球既相近又相似，因此，火星上是否可能存在生命一直是天体生物学关注的一个主题。迄今为止，尚未在火星上发现曾经或现在的生命的证据。累积的证据表明，在古代诺亚纪时期，火星表面环境有液态水，并可能适合微生物居住，但宜居的条件并不一定代表就有生命。
对生命证据的科学探索始于19世纪，直到今天，通过望远镜调查和部署的探测器仍在继续进行。早期的研究主要侧重于现象学并近乎幻想，而现代的科学研究则强调寻找水、行星表面土壤和岩石中的化学生命印迹以及大气层中的生物标记气体。
由于与早期地球相似，火星令人感兴趣的是对生命起源的研究，尤其是它寒冷的气候和缺乏板块构造或大陆漂移，自赫斯珀里亚纪末期以来，几乎就一直没有变化，全球至少三分之二的地表年龄已超过35亿年。因此，火星可能拥有最佳的生命起源前条件记录，即使那里没有或从未存在过生命，而生命可能早在44.8亿年前就已开始演化。
在确认过去存在过地表液态水之后，好奇号、毅力号和机遇号探测车开始寻找过去生命的证据，包括过去基于自养、化能或化能自养菌生物圈，以及涵盖湖积平原在内的古代宜居性水环境（与古代河流或湖泊有关的平原）。目前，美国宇航局和欧洲空间局的主要目标是寻找火星上宜居性、埋藏学（与化石有关）和有机化合物的证据。
火星沉积岩内有机化合物和硼的发现令人振奋，因为它们是生命起源前的化学前体。这些发现，连同先前有关火星古代明显存在液态水的证据，进一步支持了火星盖尔撞击坑早期可能的宜居性  。目前，火星表面充斥着电离辐射，火星土壤富含对微生物有毒的高氯酸盐 。因此，人们一致认为，如果火星上存在生命，则最有可能发现或保存于地表下，远离现今严酷的表面环境。
2018年6月，美国宇航局宣布检测到火星上甲烷浓度的季节性变化，甲烷可由微生物或地质方式产生。欧洲火星微量气体任务卫星自2018年4月开始绘制大气层甲烷分布图，2022年火星太空生物探测车罗莎琳·富兰克林号将钻探和分析地下样品，而美国宇航局火星2020探测车毅力号已成功着陆，它将储存数十份钻孔样本，以便在21世纪20年代末或21世纪30年代将其运回至地球实验室。截至2021年2月8日，已报告了在金星（通过磷化氢）和火星（通过甲烷）上可能发现的生命形式的最新研究状况。

## 早期推测
火星极冠被发现于17世纪中叶，18世纪末，威廉·赫歇尔证明了它们在各半球夏冬季的交替生长和收缩。到19世纪中期，天文学家知道火星与地球还有其它一些相似之处，例如火星上一天的长度几乎与地球上相同，还知道它的自转轴倾角与地球相似，这意味着所经历的季节与地球一样，但一年中的日期更长，几乎是地球的两倍。这些观察结果引发了越来越多的猜测，即反照率特征较暗的是水，而反照率较亮的特征则是陆地，由此猜测火星上是否可能存在某种形式的生命。
1854年，剑桥大学三一学院研究员威廉·惠威尔提出了火星上有海洋、陆地和可能的生命形式的理论。19世纪后期，一些观察者在用望远镜观察到火星表面明显的火星运河后，爆发了有关火星生命的猜测，后来发现这些运河只不过是错觉。尽管如此，1895年，美国天文学家珀西瓦尔·洛厄尔出版了他的著作《火星》，随后在1906年又推出了《火星及其运河》，提出运河是一种远古文明的产物，这一想法促使英国作家赫伯特·乔治·威尔斯在1897年写下了《星际大战》一书，讲述了逃离干燥火星的外星人入侵地球的故事。
火星大气的光谱分析始于1894年，当时美国天文学家威廉·华莱士·坎贝尔证明火星大气层中既没有水也不存在氧气；1909年火星冲期间，著名观察家安东尼亚第在默东天文台使用83厘米（32.6英寸）孔径望远镜并未看到任何运河；1909年，日中峰天文台新巴约穹顶拍摄的火星出色照片给火星运河理论带来正式冲击，运河的概念开始失去吸引力。

## 宜居性
化学、物理、地质和地理等属性塑造了火星上的环境，对这些因素的单独测量可能不足以认定环境是否宜居，但测量的总和能有助于预测宜居潜力的大小及位置。目前预测火星表面潜在宜居性的两种生态方法涉及19或20项环境因素，重点强调可用水、温度、存在的营养物质、能源以及对太阳紫外线和银河宇宙辐射的防护。
科学家们不清楚测定宜居潜力的最少参数量，但确信它们大于下表中的一或两种因素。同样，对于各组中的每一参数，其宜居性阈值尚有待确定。实验室模拟表明，每当多种致命因素结合在一起时，存活率就会快速下降。目前还未发布过模拟火星上所有危害因素组合的完整清单。此外，火星生命的生化和宜居性要求是否可能与地球生物圈大不相同，尚属一项悬而未决的问题。
| 宜居性因素 | 宜居性因素 |
| ---------- | --- |
| 可用水     | - 液态水活性 (aw) - 过去/未来液态水（冰）贮量 - 可用水的盐度、pH值及氧化还原性 |
| 化学环境   | - 营养物： - 碳、氢、氮、氧、磷、硫、必需的金属和微量营养素 - 固氮 - 可用矿物 - 毒素丰度和致死率： - 重金属 (如锌、镍、铜、铬、砷、镉等，一些是必需的，但水平过高有毒性) - 全球分布的氧化性土壤 |
| 代谢能量   | - 太阳 (仅表面和近表面) - 地球化学 (地下) - 氧化物 - 还原剂 - 氧化还原梯度 |
| 物理条件   | - 温度 - 极端昼夜温差波动 - 低压(陆地厌氧生物是否有低压阈值？) - 强紫外线辐射 - 银河宇宙辐射及太阳粒子事件 (长期累积效应) - 太阳紫外线诱发的挥发性氧化物，如O2−、O−、H2O2、O3 - 气候变化(地理、季节、昼夜、倾角) - 基质(土壤作用、岩石微环境、尘埃成分、屏蔽) - 全球大气层中的高二氧化碳浓度 - 搬运(风积，地下水流，地表水，冰川) |

### 过去
最近的模型显示，即使有稠密的二氧化碳大气层，早期的火星也比以往任何时期的地球都更冷。撞击或火山作用等产生的短暂温暖期可能会有利于晚诺亚纪河谷水道的形成，即使中晚期诺亚纪全球环境可能是冰冷的。火山活动和撞击造成的局部环境变暖可能是零星的，但火星表面应该有许多水流动的事件。矿物学和形态学证据都表明，从赫斯珀里亚纪中期开始，宜居性就开始退化，确切的原因尚不清楚，但可能与多种作用过程有关，包括早期的大气层逃逸和撞击侵蚀，抑或两者兼而有之。

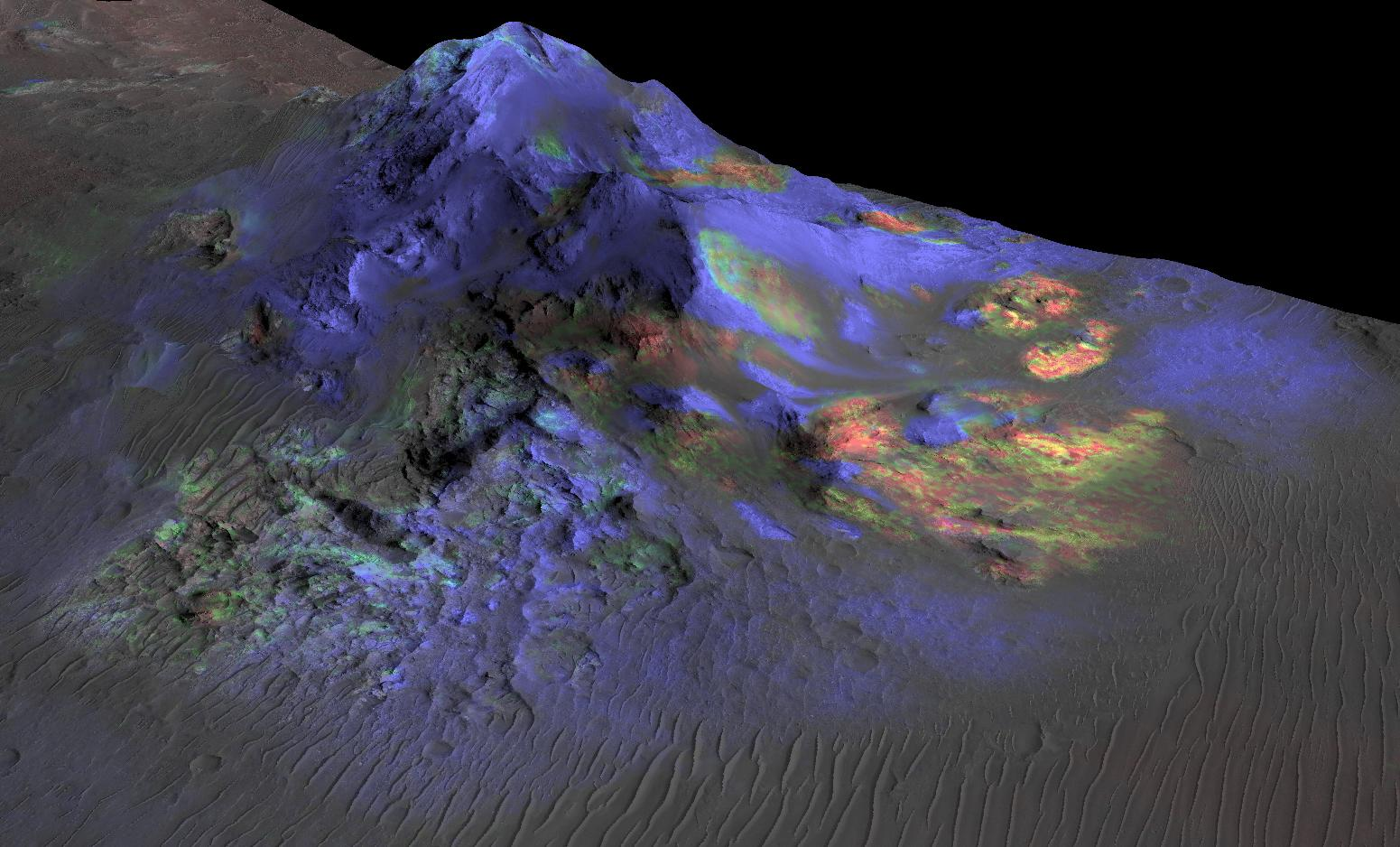
阿尔加陨击坑被认为有撞击玻璃沉积物，这些沉积物可能保存了古代生命印迹，如果能在撞击中保存下来的话。

火星磁场的消失通过大气散失和辐射增加强烈影响了地表环境，这种变化明显降低了地表宜居性。当存在磁场时，大气层将受到保护，可免受太阳风的侵蚀，这将确保维持一层稠密的大气层，这是火星表面液态水存在的必要条件。大气层的消失伴随着温度的下降，部分液态水升华并被输送到两极，其余部分则被困在永久冻土中，成为一层地下冰层。
对地球的观测和数值模拟表明，当地壳中存在冰时，形成陨石坑的撞击会导致产生持久的热液系统。例如，一座直径130公里的大型陨石坑可维持活跃的热液系统长达200万年，也就是说，有足够长的时间让微生命产生，但不太可能在进化之路上有进一步的发展。
2013年，美国宇航局好奇号探测车上的车载仪器对土壤和岩石样本进行了研究，提供了数种有关宜居性因素的更多信息。火星车团队识别出土壤中一些关键的生命化学成分，包括硫、氮、氢、氧、磷，可能还有碳及粘土矿物，表明很久以前的水环境可能是一座湖泊或古河床，具有中性酸度和低盐度。2013年12月9日，美国宇航局报告说，根据好奇号研究埃奥利斯沼的证据，盖尔撞击坑中的一座古淡水湖，可能是微生物生命的适宜环境。在火星上发现的流动液态水、营养物质以及过去的磁场共同表明火星可能拥有过支持生命的环境因素。但对过去宜居性的评估并不能证明火星上确实存在过生命，即便有，它们也可能只是微生物，共同存在于流体或沉积物中，分别以独立或生物薄膜的形式存在，对地球类似物的探索提供了如何以及在何处更好寻找火星生命迹象的线索。
地球上显示保存了生命迹象的撞击石，在火星上也已发现，如果该行星上曾存在过生命，则它们有可能包含有古代生命的迹象。
2018年6月7日，美国宇航局宣布好奇号探测车在距今30亿年的沉积岩中发现了有机分子。对岩石中有机分子的检测表明，存在一些生命的构成要素。

### 现在
可想象的是，如果火星上存在（或存在过）生命，那么，生命证据可能会在远离当今恶劣地表条件的地下找到或完整保存。现今火星上的生命，或它的生命印迹，可能出现在地表以下数公里处，或者地下地热点中，也可能发生在地表以下数米深的地方。火星上的永久冻土层仅在地表下数厘米处，咸卤水可在地表下几厘米并不深的地方呈现液体状态。但即使在希腊盆地最低处，水也接近沸点，因此，除非地下水突然释放，否则无法在目前的火星表面长期保持液态。
到目前为止，美国宇航局一直在火星上实施“跟随水走”的策略，自海盗号任务以来，还没有直接在火星上寻找到生命的生物印迹。天体生物学家的共识是，可能有必要深入火星地表下寻找目前可能宜居的环境。

#### 宇宙辐射
1965年，水手4号探测器发现，火星缺乏全球磁场来保护行星免受可能危及生命的宇宙辐射和太阳辐射；火星全球探勘者号在20世纪90年代末的观测证实了这一发现。科学家们推测，在数十亿年的时间里，由于缺乏磁屏蔽，太阳风吹走了火星大部分的大气层 。因此，大约40亿年来，这颗行星一直易受到来自太空的辐射。
来自好奇号火星车的最新现场数据表明，银河宇宙射线（GCR）和太阳粒子事件（SPE）的电离辐射可能并非目前火星表面生命宜居性的限制因素，好奇号测量到的每年76毫戈瑞的水平与国际空间站内部的辐射水平相当。

#### 累积效应
“好奇号”探测车测量到的电离辐射水平为每年76毫戈瑞，这种水平的辐射正在对火星表面的休眠生命进行消毒。火星宜居住性因其轨道偏心率和转轴倾角的变化而差异极大。据估计，如果地表生命在45万年前就已复活，那么火星探测车则可在地表下1米深处发现休眠但仍存活的生命。但由于火星失去了保护性磁层和大气层，即使是已知最坚韧的细胞也无法在火星表面附近的宇宙辐射中存活下来。在绘制了火星不同深度的宇宙辐射水平图后，研究人员得出结论，随着时间的推移，火星表面最初数米深处的所有生命都将被致命剂量的宇宙辐射杀死。研究小组计算出，宇宙辐射对脱氧核糖核酸(DNA)和核糖核酸(RNA)的累积损伤将限制在火星地表下超过7.5米深处复苏的休眠活细胞。即使是最耐辐射的地球细菌，在地表也只能以休眠孢子状态存活1.8万年；在火星太空生物漫游车能够抵达的最大深度—地下2米处，生存时间将为9万到50万年，具体决于岩石的类型。
“好奇号”探测车上的辐射评估探测器收集的数据显示，表面测量的吸收剂量为76毫戈瑞/年，并且“电离辐射严重影响了化学成分和结构，尤其是水、盐和氧化还原敏感的成分，如有机分子等”。无论火星有机化合物的来源为何（流星、地质或生物），其碳键都很容易被离子化的带电粒子辐射破坏并与周围元素重构。这些改进的地下辐射估值使我们深入了解到，保存可能的有机生命印迹的潜力，是一种深度以及地下休眠的可能微生物或细菌生命形式存活时间的函数[64]。报告得出结论，原位“表面测量和地下估算限定了火星表面下数米深处的有机物，在挖掘和暴露于电离辐射下的保存时间”。
2017年9月，美国宇航局报告，由于本月中旬发生了一次意外的重大太阳风暴，火星表面的辐射水平临时增加了一倍并伴随出现了一次亮度极高的极光，较之前观察到的所有极光高出25倍。

#### 紫外线辐射
关于紫外线的辐射，2014年的一份报告得出结论“火星紫外线辐射环境对未屏蔽的微生物具有快速致命性，但可被全球沙尘暴减弱，并能被小于1毫米的表岩屑或其他有机物完全屏蔽”。此外，2017年7月公布的实验室研究表明，与暴露于紫外线辐射下60秒的细胞相比，紫外线照射过的高氯酸盐导致的细胞死亡增加了10.8倍。紫外线辐射对土壤的穿透深度在亚毫米至毫米范围内，取决于土壤的特性。

#### 高氯酸盐
已知火星表岩屑中最多含有0.5%（质量/体积）的高氯酸盐(ClO4−)，这对大多数生物体都是有毒的，但由于它们能大幅降低水的冰点，少数嗜极微生物可将其用作能源（见高氯酸盐-生物学），并在高氯酸钠浓度高达30%的情况下正常生长，因此，引发了人们对其宜居性影响的猜测。
2017年7月发表的研究表明，当用模拟火星紫外线的通量照射时，高氯酸盐对细菌（杀菌剂）的杀伤力更大，甚至休眠的孢子也会在数分钟内失去活力。此外，火星表面的另两种化合物，氧化铁和过氧化氢，与辐照过的高氯酸盐共同作用，与暴露于紫外线辐射下60秒的情况相比，所导致的细胞死亡增加了10.8倍。还发现磨损的硅酸盐（石英和玄武岩）也会导致形成有毒的活性氧类物。研究人员得出结论，“火星表面对植物细胞致命，使得火星表面和近表面大部分区域都不适宜居住”。这项研究表明，现在的地表比以前认为的更不适合居住，并强化了至少要检查地表下数米深处，以确保辐射水平相对较低的概念。
然而，研究人员肯达·林奇（Kennda Lynch）在模拟环境中发现了首个已知含高氯酸盐和高氯酸盐还原菌的栖息地：犹他州大盐湖沙漠飞行员谷(Pilot Valley)中的一座古湖泊。她一直在研究这些微生物的生物印记，并希望毅力号火星车能在耶泽罗撞击坑着陆点找到相符的生命印迹。

#### 重现性坡线

牛顿撞击坑内暖坡上的季节性流。

重现性坡线(RSL)是一年中在当地温度达到熔冰点以上时，出现在朝阳坡上的特征。这些条纹在春季生长，夏末变宽，秋天消失。尽管条纹本身被认为是一种次生作用，并非表土潮湿的直接迹象，但该现象很难以任何其他方式模拟，除非涉及某种形式的液态水。现在这些特征已被证实与某种形式的液态水有关，但对于生命来说，水可能太冷或太咸。目前，它们被视为具有潜在宜居性，作为“不确定区域，当作特殊区域对待”。当时，它们被怀疑与流动的卤水有关。
水的热力学效用（水活性）严格限制了地球上微生物的繁殖，特别是在高盐环境中。有迹象表明，卤水离子强度是火星宜居性的障碍。实验表明，火星上普遍存在二价离子，使离子强度高达极限，“尽管存在生物可用的水，但这些环境仍无法居住”。

### 固氮作用
除碳外，氮可以说是生命所需的最重要元素。因此，需要测量0.1%至5%范围内的硝酸盐，以解决其出现和分布问题。大气层中的氮（如N2）含量较低，还不足以支持生物结合的固氮作用。而以硝酸盐形式存在的氮则可作为人类探索的一种资源，既可作为植物生长的养分，也可用于化学加工。在地球上，硝酸盐与沙漠环境中的高氯酸盐有关，在火星上也可能如此。预计硝酸盐在火星上较为稳定，并且是由古代火星上撞击产生的热冲击或火山喷发柱闪电所形成。
2015年3月24日，美国宇航局报告说，好奇号探测车上的火星样本分析设备通过加热地表沉积物检测到了硝酸盐。硝酸盐中的氮处于“固定”状态，这意味着它处于一种可供生物使用的氧化态，这一发现支持了古代火星可能适宜生命生存的观点。人们怀疑火星上的所有硝酸盐都是遗物，没有现代形成。截止2017年末，已检测样本中的硝酸盐丰度范围从零至681±304毫克/千克不等。模拟结果表明，火星表面瞬态凝结的水膜可能将硝酸盐输送到较低的深度(≈10米），地下微生物可以在那里旺盛生长。
相比之下，磷酸盐，一种被认为是生命必需的化学营养素，在火星上则很容易找到。

### 低压
火星表面宜居性评估面临的更复杂事实是，对接近火星表面气压下的微生物生长情况知之甚少。一些研究小组测定，部分细菌具有在低至25毫巴气压下进行细胞复制的能力，但这仍高于火星上的大气压（范围为1-14毫巴）。在另一项研究中，根据从选择搭载在航天器设施中的26种细菌菌株回收情况看，只有液化沙雷氏菌菌株ATCC 27592显示可在7毫巴、0摄氏度和富含二氧化碳的缺氧环境中生长.。

## 液态水
正如人类所知，液态水是生命存在的必要条件，但非充分条件，因为宜居性是多种环境参数的函数。液态水不可能存在于火星表面，除非在最低海拔处存在数分钟或数小时。虽然液态水本身不会出现在火星表面，但在雪中尘埃颗粒的周围通过太阳加热可形成微量液态水。此外，地下古代赤道冰原可能会慢慢升华或融化，通过洞穴可抵达地表面。

火星上的水几乎完全以水冰的形式存在，位于火星极地冰盖和火星浅表面之下，甚至在更温和的纬度。大气层中也存在少量的水气，但火星表面没有液态水体，因为火星表面平均大气压为600帕斯卡（0.087磅/平方英寸）—大约只是地球海平面平均气压的0.6%，并且温度太低（210 K，摄氏零下63度），会导致液态水瞬间冻结。尽管如此，但在大约38亿年前，火星大气层更稠密，温度也更高，地表上流淌着包括大型海洋在内的大量液态水。

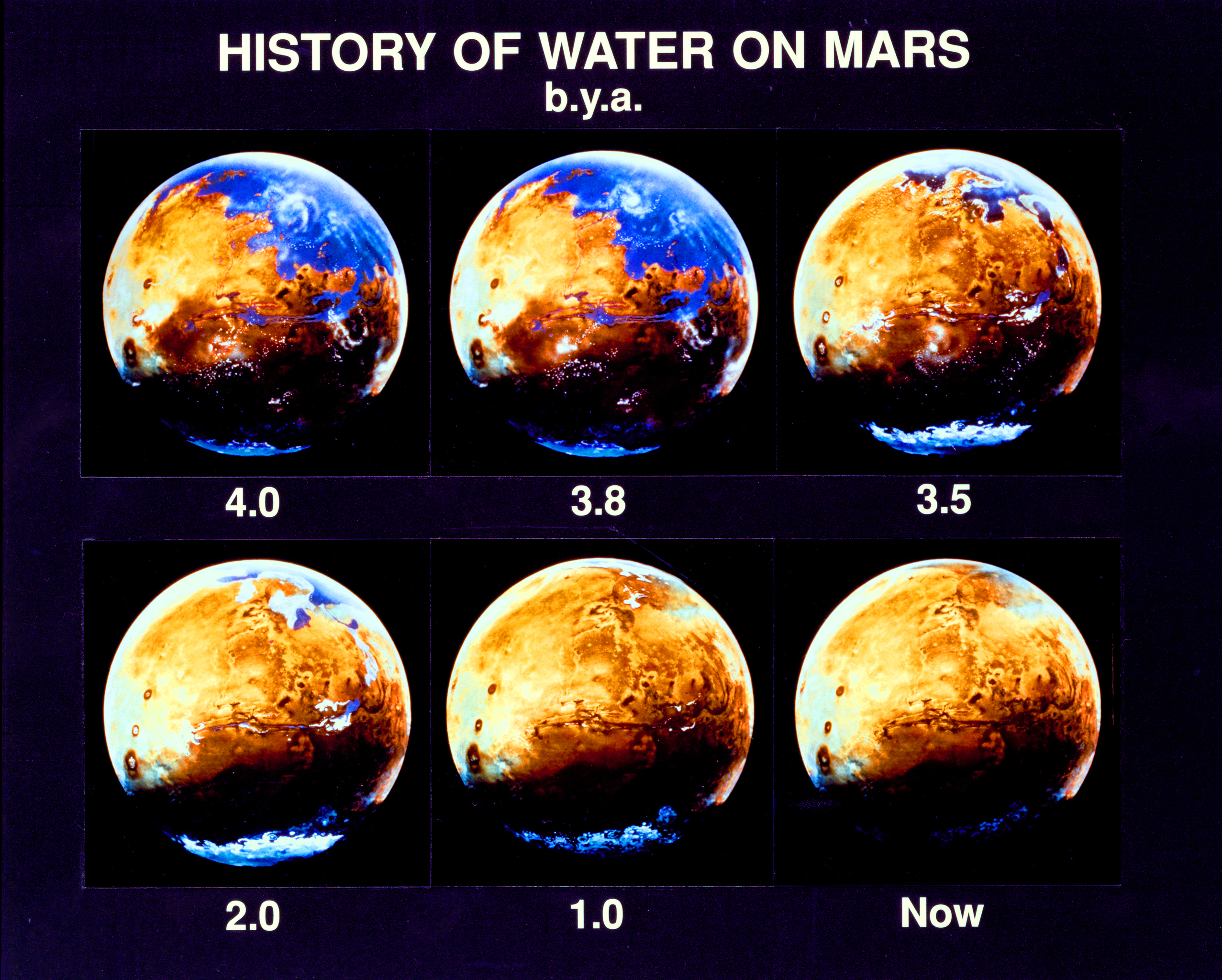
一系列火星上过去水分布的艺术想象图

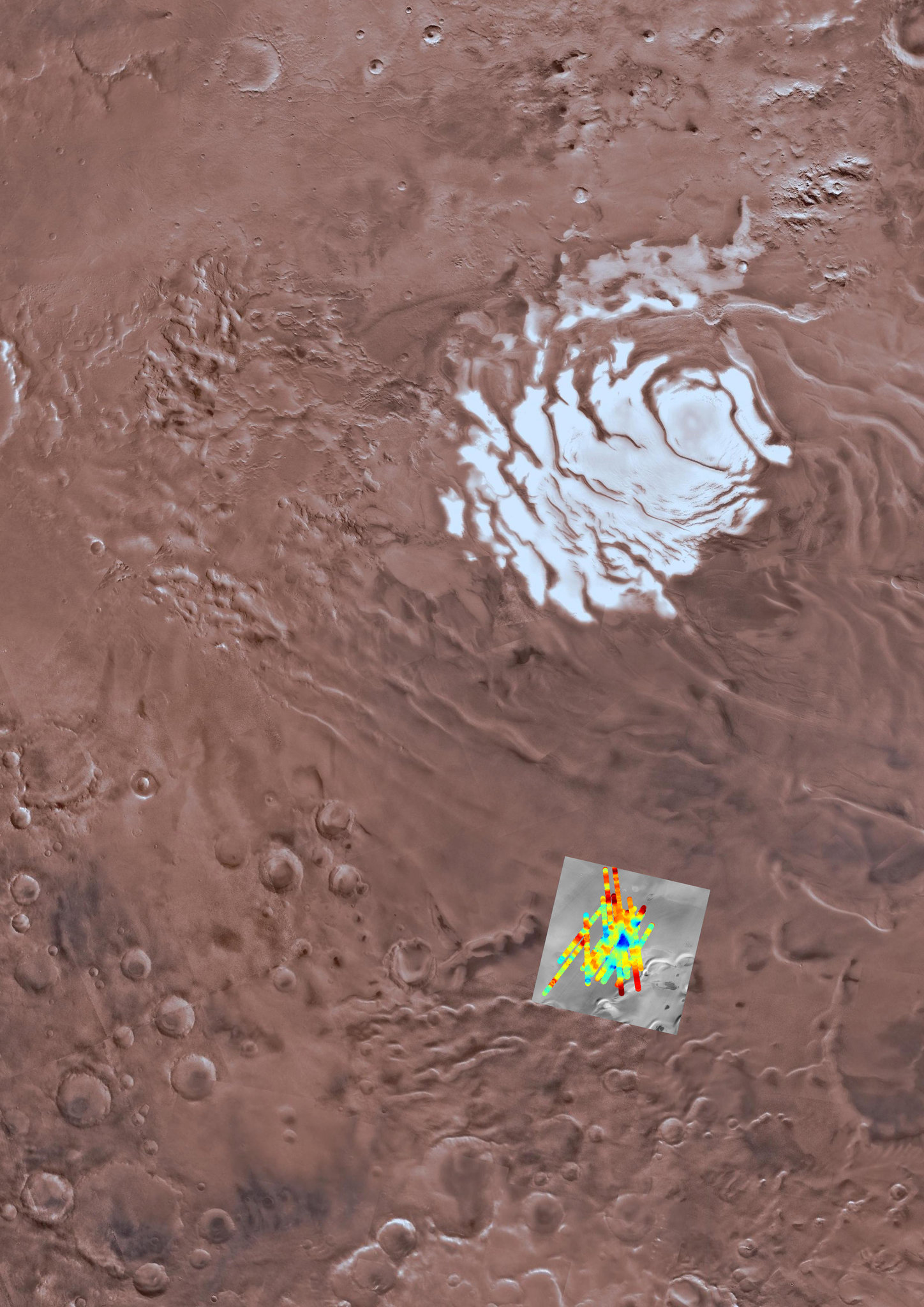
火星南极
冰川液态水所在地
(2018年7月25日)

据估计，火星上的原始海洋可能曾覆盖了该行星36%到75%的区域。2016年11月22日，美国宇航局报告在火星乌托邦平原地区发现了大量地下冰，检测到的水量据估计相当于一座苏必利尔湖。利用轨道光谱法所获数据对火星砂岩的分析表明，以前存在于火星表面的水，由于盐份太高，无法支持大多数类地生命。托斯卡等人发现，他们所研究地点的火星水都具有水活性，aw≤0.78到0.86—这对大多数陆地生物来说是致命的水平，但嗜盐古菌能够生活在高盐溶液中，直至达到饱和点。

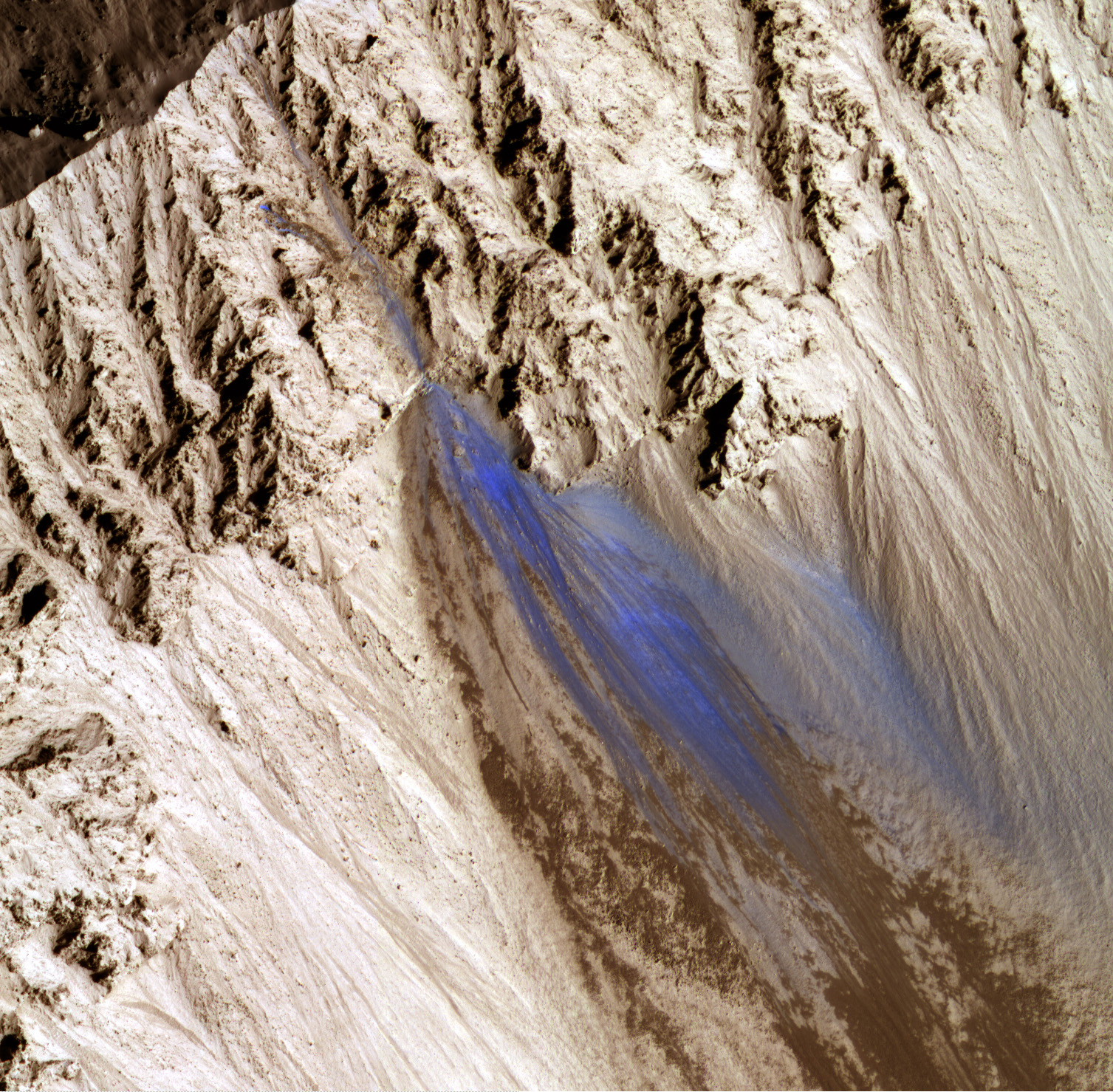
祖尼尔撞击坑內壁上的滑坡。

2000年6月，以洪水般冲沟的形式发现了当前液态水在火星表面流动的可能证据。2006年还发布了其他由火星全球探勘者号拍摄的类似图像，表明火星表面偶尔会有水流动。这些图像显示了陡峭坑壁和沉积物的变化，提供了迄今为止最有力的证据，证明水在数年前曾流过了它们。
对于最近的冲沟条纹是否由液态水形成，科学界存在分歧。一些人认为这些流体只是干沙流，而其他人则认为可能是近地表附近的液态卤水，但水的确切来源及背后的运动机制尚不清楚。
2018年7月，科学家报告称在火星上发现了一座冰下湖，位于南极冰盖下方1.5公里（0.93英里），横向延伸约20公里（12英里），这是该行星上所知的首个稳定水体。该湖是得用火星快车号轨道器上的玛西斯雷达发现的，其剖面图于2012年5月至2015年12月期间测绘。该湖的中心坐标位于东经193度、南纬81度，这是一处平坦的区域，没有任何特殊的地形特征，除东侧有一片洼地，其余周边被高地包围.。

### 二氧化硅

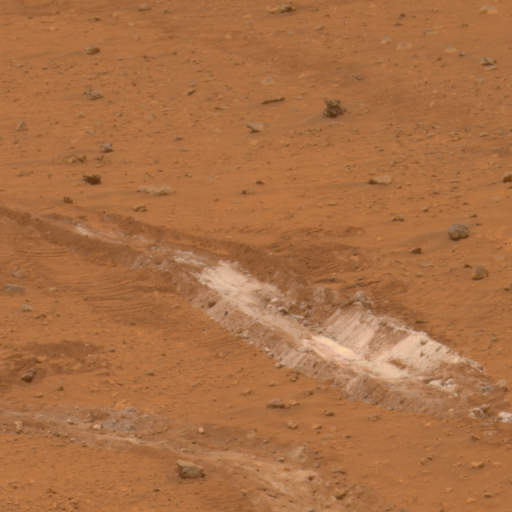
勇气号探测车发现的富含二氧化硅的地块。

2007年5月，勇气号漫游车被卡住的车轮刮开了一处地面，发现了一块富含90%二氧化硅的区域，这一特征使人联想到温泉水或蒸汽与火山岩接触的效果。科学家认为这是过去可能有利于微生物生存环境的证据，并推测二氧化硅的一种可能来源为水存在时火山活动产生出的酸性蒸汽与土壤相互作用的结果。
基于地球上的类似物，火星上的热液系统因其保存有机和无机生命印迹的潜力而极具吸引力。因此，热液矿床被视为探索古代火星生命化石证据的重要目标，这些发现将可能有助于决定在火星上寻找早期生命迹象的最佳地点。

### 甲烷
甲烷（CH4）在火星当前氧化性大气中的化学性质并不稳定，由于太阳紫外线的辐射以及与其他气体的化学反应，它会迅速分解。因此，大气中持续存在的甲烷则意味着可能存在有不断补充的气源。
2003年，美国宇航局戈达德太空飞行中心的一个小组首次报告了火星大气中含量为十亿分率（ppb）的痕量甲烷。在2003年和2006年进行的观测中，测量到丰度差异巨大，表明甲烷可能是季节性局部集聚。2018年6月7日，美国宇航局宣布，它已检测到火星上甲烷含量的季节性变化。
2016年3月发射的火星微量气体任务卫星（TGO）于2018年4月21日启动，用于测绘火星大气中甲烷的浓度和来源及其分解产物如甲醛和甲醇。截至2019年5月，微量气体任务卫星显示甲烷浓度低于可检测水平（<0.05 ppbv）。

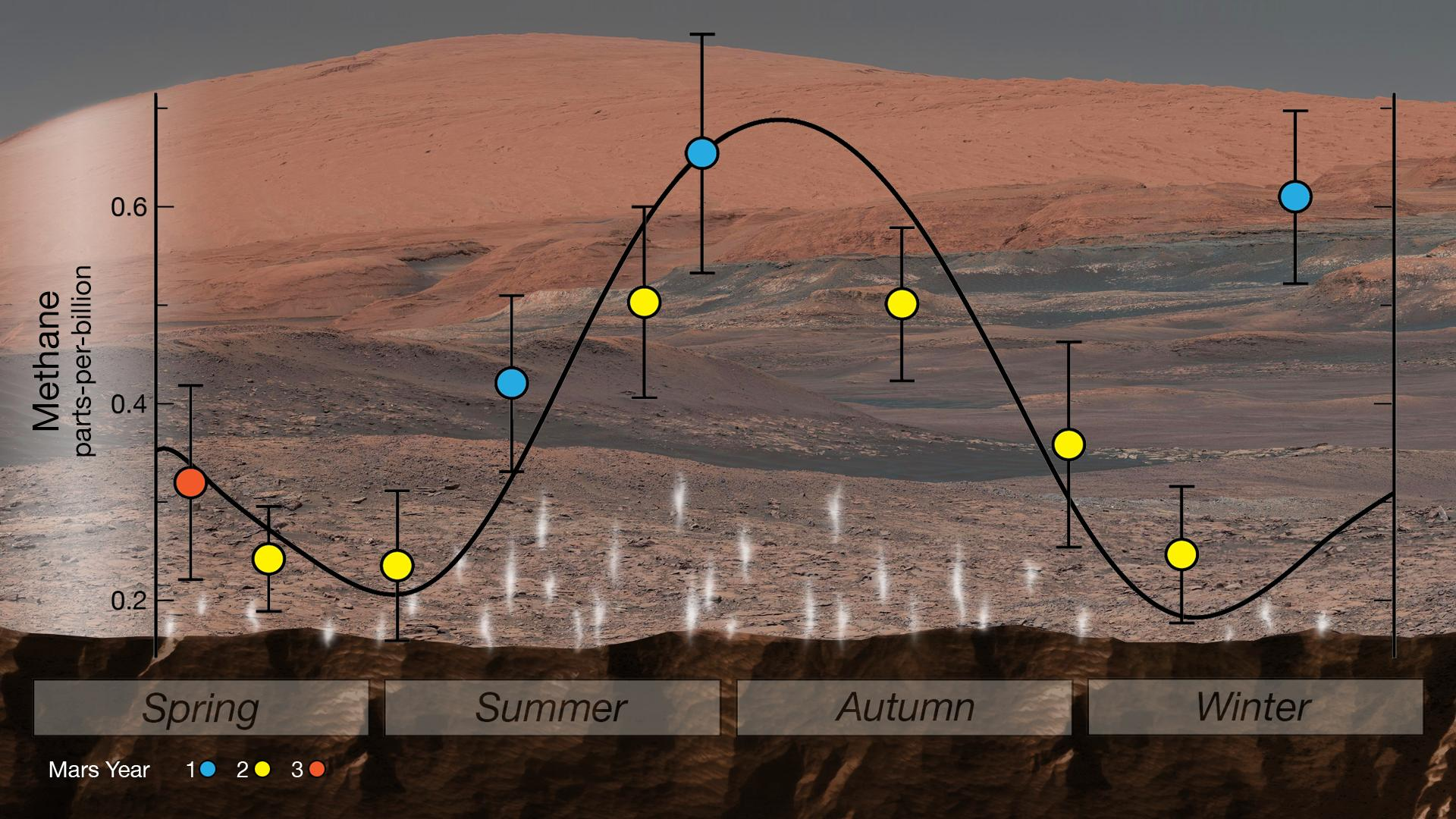
好奇号探测到大气层中甲烷的周期性季节变化。

火星甲烷起源的主要候选因素包括非生物作用，如水-岩反应、水的辐解和黄铁矿的形成，所有这些作用都会产生氢气，然后与一氧化碳和二氧化碳通过费托合成生成甲烷和其他碳氢化合物。研究还表明，甲烷可通过水、二氧化碳和火星上很常见的橄榄石矿物的相关作用产生。尽管甲烷的地质来源如蛇纹石化是可能的，但当前火山作用、热液活动或热点的缺乏并不利于地质甲烷的形成。
活微生物，如产甲烷菌，是另一种可能的来源，但直到2019年6月好奇号探测车检测到甲烷，在火星上仍未发现存在此类微生物的证据。产甲烷菌并不需要氧气或有机营养物，也不进行光合作用，只利用氢气为能源，二氧化碳（CO2）为碳源，因此它们可以存在于火星地下环境中。如果火星上的微观生命正在产生甲烷，它们则可能位于地表下很深的地方，那里的温度仍足以让液态水存在。
自2003年在大气层中发现甲烷以来，一些科学家就一直在设计模型和进行试管实验，以测试模拟火星土壤中产甲烷细菌的生长情况。在模拟土壤中，即使含有1%重量比的高氯酸盐，所有四种测试的产甲烷菌株都产生出了大量的甲烷。
莱文领导的一支研究团队提出，甲烷的产生和降解现象都可用产生和消耗甲烷的微生物生态学来解释。

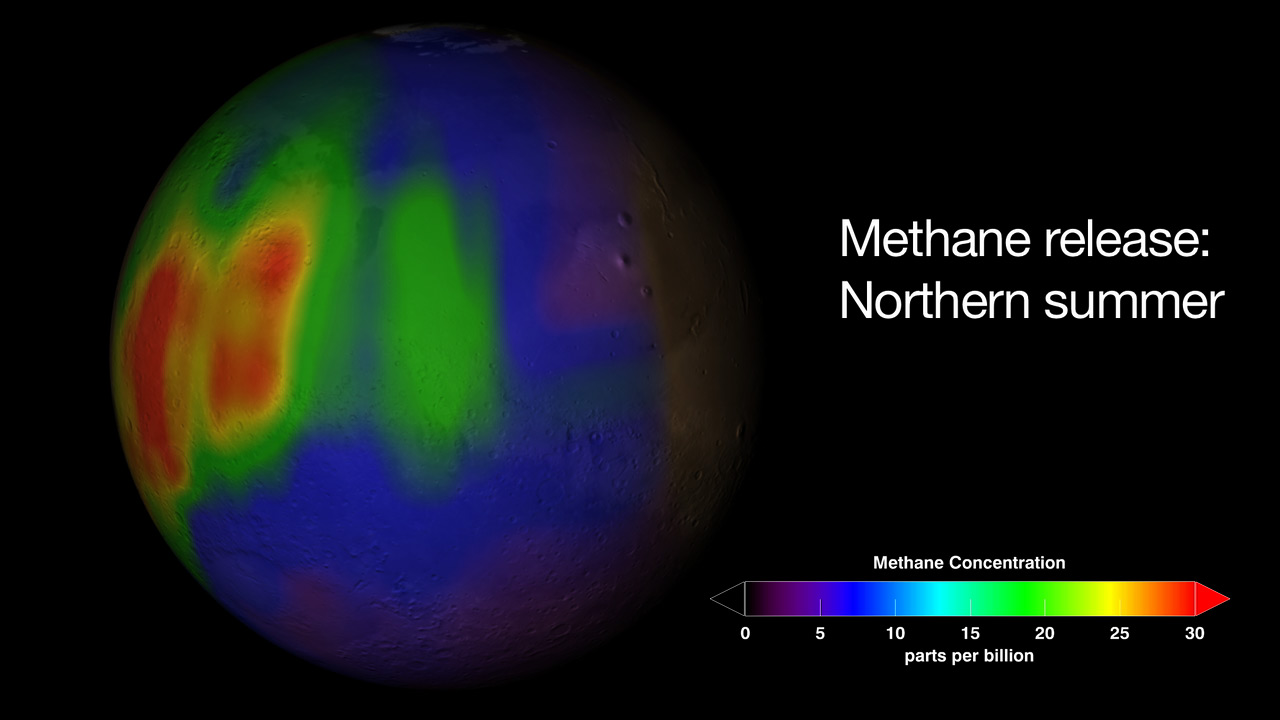
火星北半球夏季大气层中的甲烷分布

2015年6月，阿肯色大学发表的研究表明，一些产甲烷菌可在火星的低气压环境下生存。丽贝卡·米克尔发现，在她的实验室里四种产甲烷菌在类似火星地下含水层的低压条件下存活了下来。她测试的四种菌种分别是沃氏甲嗜热杆菌、巴氏甲烷八叠球菌、甲酸甲烷杆菌和海沼甲烷球菌。2012年6月，科学家们报告称，测量火星上氢和甲烷含量的比率可能有助于确定火星上存在生命的可能性。根据科学家们的说法，“低氢气/甲烷比率（约低于40）”将“表明可能存在且活跃的生命”。在火星较低大气层中观察到的这一比率“大约高出10倍”，这表明生物作用可能与所观察到甲烷的无关。科学家建议测量火星表面的氢气和甲烷流量以进行更准确的评估。其他科学家最近报导了在地外大气层中检测氢和甲烷的方法。
即便探测车任务确定了火星上微小生命是甲烷的季节性来源，这些生命形式也可能位于火星地表下很远的地方，在探测车可触及的范围之外。

### 甲醛
2005年2月，欧空局宣布火星快车号轨道器上的行星傅里叶光谱仪（PFS）在火星大气层中检测到微量甲醛。傅里叶光谱仪主管维托里奥·福米萨诺（Vittorio Formisano）推测，甲醛可能是甲烷氧化的副产品，根据他的说法，这一证据表明火星的地质活动极为活跃，或者存在微生物群落。美国宇航局的科学家们认为初步的发现值得后续研究，但也拒绝了生命的说法。

### 海盗号着陆器生物实验
20世纪70年代的海盗计划在火星表面降落了两台相同的着陆器，任务是搜寻火星表面微生物的生命印迹。在每台着陆器上进行的四项实验中，只有“显踪释出”（Labeled Release）实验给出了新陈代谢的积极效果，而其他三项都没检测到有机化合物。显踪释出是一项特定的实验，旨在测试有关火星生命可能性理论中一项狭义的关键因素，因此，总体实验结果被宣布为尚无定论。尚未有火星着陆器任务发现过有意义的生物分子痕迹或生命印迹，火星上存有微生物生命的说法是基于海盗号着陆者收集的旧数据。海盗号显踪释出实验所检测到的现存微生物生命，目前主要被吉尔伯特·莱文、约瑟夫·米勒、纳瓦罗、乔治·比安恰尔迪和帕特里夏·安·斯特拉特等人重新解释为生命的充分证据。
2010年12月，拉斐尔·纳瓦罗·冈萨雷斯（Rafael Navarro Gonzáles）发表的评估结果表明，海盗1号和2号分析的土壤中“可能存在”有机化合物。该研究确定，凤凰号着陆器在2008年发现的高氯酸盐在加热时会破坏有机化合物，并产生副产品：氯甲烷和二氯甲烷，这与二台海盗号着陆器在火星上进行相同测试时所发现的氯化物完全相同。由于高氯酸盐可分解火星上的任何有机物，所以，海盗号是否发现有机化合物的问题仍然悬而未决。
“显踪释出”证据起初并未被普遍接受，时至今日科学界对此仍缺乏共识。

### 陨石
截至2018年，共发现了224块已知来自火星的陨石（其中一些是在几块碎片中发现的） 。这些陨石很有价值，因为它们是地球实验室唯一可用的火星实物样本。一些研究人员认为，在艾伦丘陵陨石84001中发现的微型形态特征是生物形态，但这种解释一直倍受争议，该领域的大多数研究人员并不认同这一说法。
在地球地质样本中，已建立了七项鉴别过去生命的标准，这些标准是：
1. 样本的地质背景是否与过去的生命相符？
2. 样本的年龄及其地层位置是否与可能的生命相符？
3. 样品是否包含细胞形态和菌落的证据？
4. 有无任何显示化学或矿物不平衡的生物矿物证据？
5. 有无任何表明生物独有的稳定同位素模式证据？
6. 有无任何有机生物标志物？
7. 这些特征是样本特有的吗？

要使地质样本中的远古生命得到普遍接受，基本上必须全部或大部分满足这些标准中，但目前所有的火星样本都未满足以上所有七项标准要求。

#### 艾伦丘陵陨石

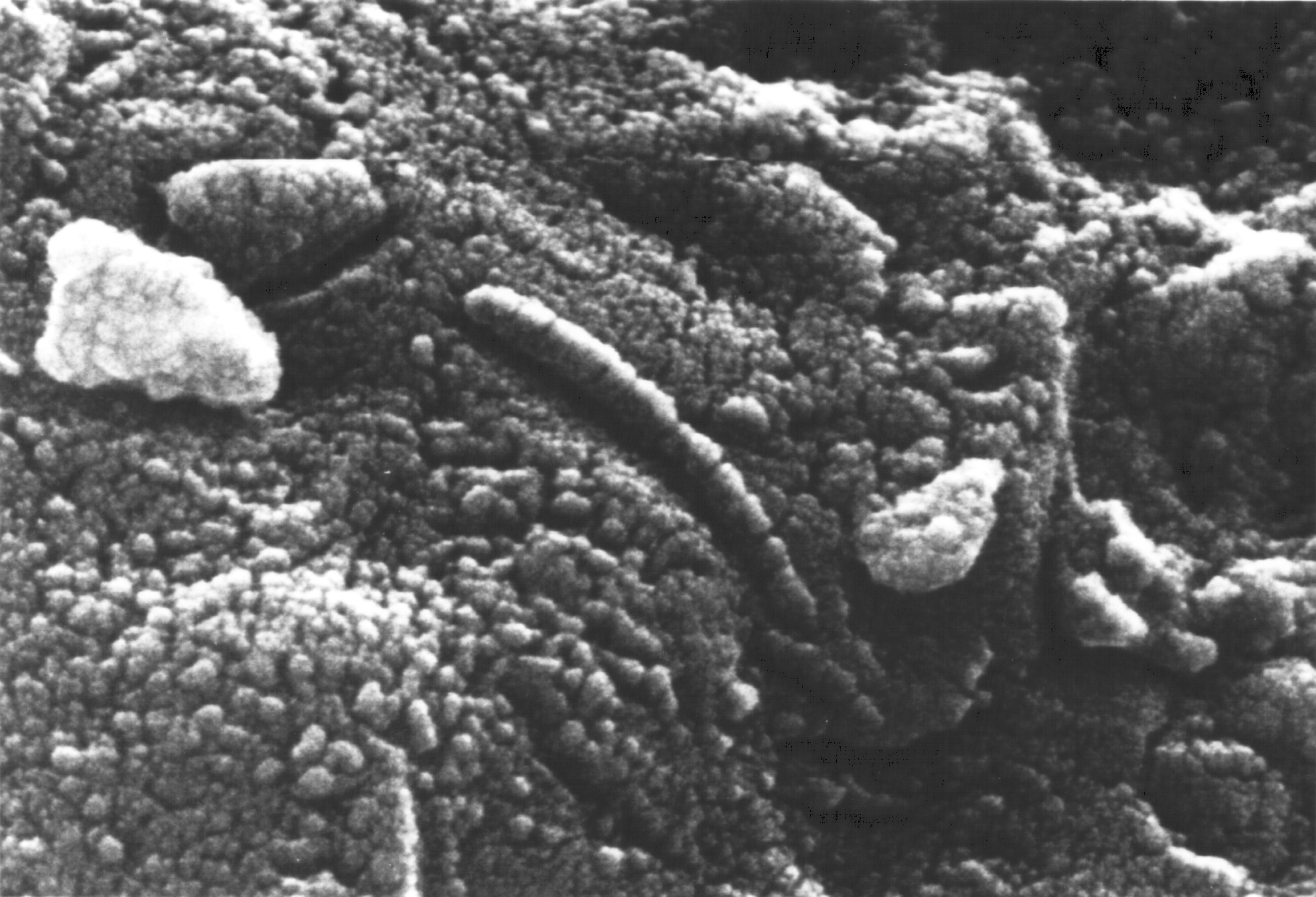
电子显微镜揭示了艾伦丘陵陨石碎片中细菌状的结构

1996年，火星陨石艾伦丘84001，一块比迄今为止发现的大多数火星陨石都要古老得多的样本，受到了极大的关注。由大卫·斯图尔特·麦凯（David S.McKay）领导的一组美国宇航局科学家报告了它的显微特征和地球化学异常性，认为对这些特征和异常最好的解释为：这是一块在遥远的过去曾寄住过火星细菌的岩石，其中一些特征与地球细菌相似，只是比任何已知的生命形式都小得多。这一说法引发了许多争议，最后发现，麦凯团队所引用的所有生命证据都可用非生物作用来解释。尽管科学界基本上拒绝了艾伦丘陨石含有古代火星生命证据的说法，但与之相关的争议现在已被视为外星生物学发展中具有历史意义的时刻。

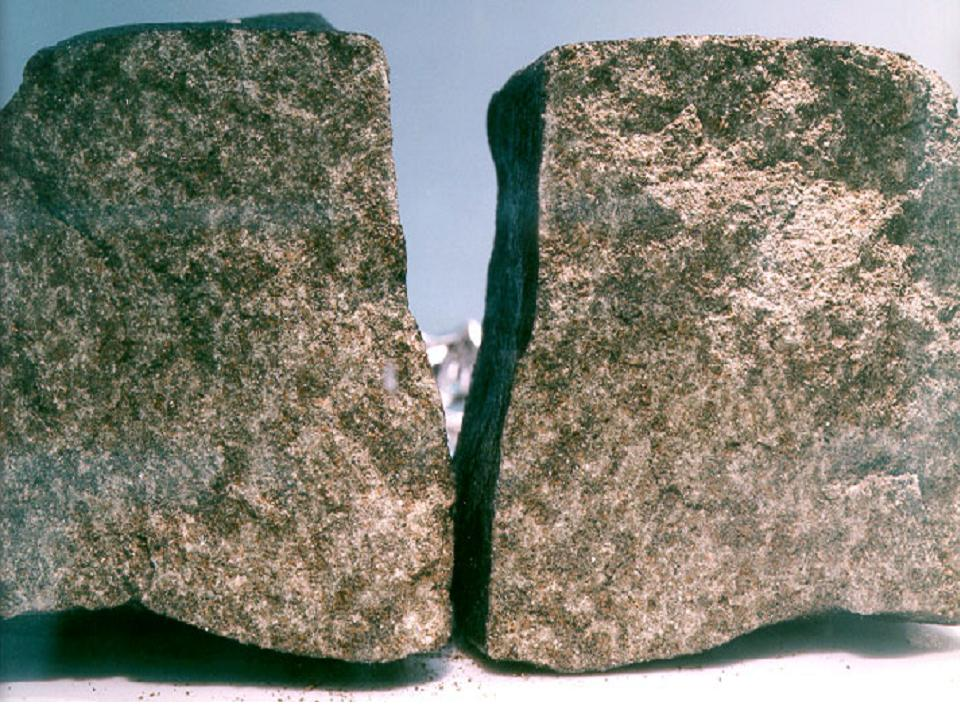
奈克拉陨石

#### 奈克拉陨石
1911年6月28日，奈克拉陨石坠落于埃及亚历山大纳哈拉（Nakhla）地区。
1998年，美国宇航局约翰逊太空中心的一个小组获得了一小块样本进行分析。研究人员发现了陆地形成前水蚀变相以及大小和形状与地球上纳米细菌化石一致的物体。2000年，气相色谱和质谱分析（GC-MS）研究了它的高分子量多环芳烃，美国宇航局的科学家得出结论，奈克拉陨石中高达75%的有机化合物“可能不是最近的陆地污染”。
这引起了人们对这块陨石更大的兴趣，因此在2006年，美国宇航局设法从伦敦自然史博物馆获得了更多更大的样本。在第二块样本上，观察到大量树枝状碳含量。当2006年发表这些结果和证据时，一些独立的研究人员声称这些碳沉积物为生物来源。有人指出，由于碳在宇宙中属含量第四高的元素，因此，这种模式奇特的碳并不表明或暗示它为生物性起源。

#### 休格地陨石
休格地陨石是一块4公斤（8.8磅）重的火星陨石，1865年8月25日坠落在印度斯赫尔加蒂，几乎立即被目击者拾取。它主要由辉石构成，被认为经历了陆地形成前数世纪的水蚀变，其内部的某些特征表明存在生物膜及相关微生物群落的残余物。

#### 大和000593
大和000593陨石是地球上发现的第二大火星陨石，研究表明，该陨石大约是12亿年前由火星上的熔岩流所形成。大约1200万年前，火星上发生的一次撞击将它从表面喷射到太空中，约在5万年前坠落在地球南极洲。该陨石质量为13.7千克（30磅），并发现含有过去水流动的证据。在微观层面，陨石中发现了富含碳的球体，而周边区域并未有此类球体。据美国宇航局科学家称，这些富含碳的球体可能是由生物活动所形成。

### 类遗迹化石结构
生物体-基质相互作用及其产物是地球上重要的生命印迹，因为它们代表了生物行为的直接证据。正是对生命-基质相互作用的化石产物（遗迹化石）的发掘才揭示了地球早期生命史中的生物活动，如元古代洞穴、太古代微生物孔和叠层石等 。据报道，火星上有两种主要的类遗迹化石结构，即维拉·鲁宾岭的棒状结构和火星陨石中的微隧道。
火星太空实验室好奇号漫游车在维拉·鲁宾岭的观测显示，在盖尔撞击坑内湖积环境沉积的沉积岩中保存着毫米级的细长结构。这些棒状结构的形态测量和拓扑数据在火星地质特征中显得独一无二，并表明遗迹化石是这些独特特征中最接近的形态类似物。然而，现有数据还无法完全排除两种主要的非生物假设，即沉积开裂和蒸发晶体生长对这些结构产生的成因作用。
微隧道早在火星陨石中就已被描述过，它们由笔直到弯曲的微隧道所组成，其中可能包含碳丰度增高的区域。弯曲微隧道的形态与地球上的生物痕迹相一致，包括在玄武岩玻璃中观察到的微生物侵蚀痕迹，这需要进一步的研究来确认是否为生物性成因。

## 间歇泉
南极冰盖的季节性结霜和除霜导致阳光照射在1米厚的冰面上形成蜘蛛状的辐射通道，而后，升华的二氧化碳，可能还有水增加了它们内部的压力，产生出间歇泉般的冷流体喷发，这些冷流体通常与黑色的玄武岩沙或泥浆混合在一起。这一过程非常迅速，从太空观察到它发生在数天、数周或数月内，其增长速度在地质学上相当罕见，尤其是在火星上。
一组匈牙利科学家提出，间歇泉最明显的特征，即黑色沙丘斑和蜘蛛状通道，可能是在冰盖下越冬的火星光合微生物群落。随着早春的阳光返回极地，光线穿透冰面，微生物进行光合作用并加热周边环境。通常一小袋的液态水在火星稀薄大气中会立即蒸发，而现在则被周围覆盖的冰层所困住。随着冰层的变薄，微生物呈现为灰色。当冰层完全融化后，微生物迅速干枯并变黑，周围则环绕着一圈灰色光晕。匈牙利科学家认为，即使是复杂的升华作用也不足以解释黑色沙丘斑在时空上的形成和演化。自从它们被发现以来，科幻小说作家亚瑟·查理斯·克拉克认为这些构造值得从天体生物学的角度加以研究。
一支欧洲跨国团队提出，如果在每年除霜期中，蜘蛛状通道中都存在液态水，它们就可能会提供一种生态位，在那里，某些微观生命形式可在躲避太阳辐射的同时得以消隐和适应。一队英国研究小组还考虑了有机物质、微生物，甚至可能与这些无机构造共生的简单植物的可能性，特别是如果该机制包含液态水和地热源的话。他们还指出，大多数地质构造都可在不援引任何有机“火星生命”假设的前提下得到解释。有人提议开发火星间歇泉跳跃者着陆器来近距离研究间歇泉。

## 正向污染
火星的行星保护旨在防止火星受到生物污染，主要目的是通过防止人为引入微生物（也称为正向污染）来保护行星的自然进程记录。地球上有大量证据表明，长时间相互隔离地区的生物被引入彼此环境时，会发生何种状况。限制于某一环境中的物种可在另一环境中蓬勃繁衍—通常是失控，这会对现存原始物种造成极大损害。在某些方面，如果一颗星球上的生命形式被引入另一完全陌生世界的生态系统，这一问题可能会变得更为复杂。
尽管已作了最大的努力，但航天器上一些未被完全清除的耐寒地球菌（嗜极生物）仍是对火星构成硬件污染的首要原因。硬件包括着陆器、坠毁的探测器、任务结束时丢弃的设备以及硬着陆的进入、下降和登陆系统。这促使了在模拟火星条件下对包括抗辐射奇异球菌、短波单胞菌属、红球菌属和假单胞菌属在内的耐辐射微生物存活率的研究。这些实验性辐射测试之一的结果结合先前的辐射模拟，表明位于火星尘埃中仅30厘米深的106株短波单胞菌属 MV.7，可在宇宙辐射中存活10万年。类似火星昼夜变化的温度和相对湿度会严重影响抗辐射奇异球菌细胞的生存力。在其他模拟中，抗辐射奇异球菌也无法在低气压、零摄氏度或缺氧环境下生长。

## 模拟环境生存
自20世纪50年代以来，研究人员就已使用模拟火星环境条件的容器来测定火星上各种生命形式的生存能力。这种被称为“火星罐”或“火星模拟室”的装置，当时由美国德裔科学家胡贝图斯‧斯图格霍德(HubertusStrughold)在美国空军研究中首次描述和使用，乔舒亚·莱德伯格和卡尔·萨根则在民用研究中进行了推广普及。
2012年4月26日，科学家报告说，在德国航空航天中心维护的火星模拟实验室（MSL）中，在模拟火星条件下的34天时间内，一种嗜极微生物地衣存活了下来，并在光合作用适应力方面表现非凡 。不过，在某一环境中的生存能力与在同一环境中繁盛、繁殖和进化的能力不同，需要进一步研究。
虽然很多研究都指出了火星的某些限制性环境，但它们是分开进行的，没有一项研究涵盖火星表面所有的条件，包括温度、气压、大气成分、辐射、湿度、氧化性土壤等，所有这些因素都是同时和综合的。实验室模拟表明，只要将多种致命因素结合起来，存活率就会迅速下降。

### 水的盐分和温度
由美国宇航局资助的天体生物学家正在研究低温下高盐度溶液中微生物生命的极限。极地冰盖下或地下的任何液态水体都可能具有高静压和高盐度性，他们知道凤凰号着陆器降落区为水冰和盐胶结的表土，土壤样本可能含有硫酸镁、高氯酸镁、过氯酸钠、过氯酸钾、氯化钠和碳酸钙。因而，使用火星上的常见盐类和低温环境，对地球上一些能在高盐度溶液中生长和繁殖，被称为嗜盐生物或“嗜盐菌”的细菌进行了存活率测试。测试的种类包括嗜盐单胞菌属、海球菌属、涅斯捷连科氏菌属和枝芽孢杆菌属，实验室模拟表明，当多种火星环境因素结合在一起时，存活率会迅速下降。不过，在实验室中，嗜盐细菌是生长在含超过25%火星常见盐类的水溶液中。从2019年开始，实验将包括暴露在低温、盐和高压等环境下。

## 太空任务

### 火星2号
火星1号是1962年发射到火星的第一艘太空飞船，但在前往途中失去联系。1971年至1972年，通过火星2号和火星3号，获得了火星有关地表岩石性质、土壤表面密度海拔剖面图、导热系数等信息并探测到火星表面的热异常。该项目发现火星北极冠层的温度低于−110摄氏度(华氏-166度）且大气层中的水蒸气含量低于地球五千倍，没有发现任何生命的迹象。

### 水手4号
水手4号探测器实现了人类对火星的首次成功飞越，并于1965年返回了第一张火星表面照片，揭示了一颗没有河流、海洋或任何生命迹象的干涸星球。此外，它还显示地表（至少它所拍摄的部分）上布满陨石坑，表明近40亿年来缺乏任何形式的板块构造和风化作用。探测器还发现，火星没有全球磁场来保护行星免受可能危及生命的宇宙射线影响。该探测器计算出火星上的大气压约为0.6 千帕（地球的气压为101.3千帕），这意味着火星表面不可能存在液态水。水手4号之后，对火星生命的探索变成了对类似细菌的活有机体，而非多细胞生物体的搜寻，因为对它们来说环境显然太过恶劣。

### 海盗号轨道飞行器
液态水是已知生命和新陈代谢所必需的，因此，如果火星上存在水，那么它对生命存在的可能将起到决定性的支持作用。海盗号轨道飞行器在许多地区都发现了可能为河谷、侵蚀以及南半球分支河道的证据。

### 海盗号生物实验
20世纪70年代中期，海盗号探测器的主要任务是进行旨在检测火星土壤中微生物的实验，因为多细胞生物进化的有利条件约在40亿年前就在火星上停止了。这些实验的目的是寻找类似地球上发现的微生物生命。在这四项实验中，只有“显踪释出”实验给出了肯定的结果，显示土壤首次接触水和养分时，14CO2释出增加。所有科学家都同意海盗号任务的两点：放射性碳14同位素标记的二氧化碳(14CO2）是在显踪释出实验中衍生出来的；气相色谱-质谱分析没有检测到有机分子。而这些结果的含义有着截然不同的解释：2011年的一本天体生物学教科书指出，气相色谱-质谱分析是决定性因素，因此“对于大多数海盗号科学家来说，最终结论是海盗号任务并未探测到火星土壤中的生命”。
诺曼·霍洛维茨（Norman Horowitz），1965年至1976年“水手号”和“海盗号”任务期间喷气推进实验室生命科学部负责人。他认为，碳原子的多功能性使它最有可能成为一种为其他行星上的生命生存问题提供解决方案，甚至是奇特方案的元素。然而，他也认为在火星上发现的条件与碳基生命并不相容。
显踪释出实验的设计者之一吉尔伯特·莱文（Gilbert Levin），认为他的结果是对火星生命的明确诊断，莱文的解释受到许多科学家的质疑。2006年的一本天体生物学教科书指出“不过，对于未经灭菌的地球样本，在初始孵化后添加更多的营养素，则会产生出更多的放射性气体，因为休眠细菌会突然活跃起来，消耗新剂量的食物。但火星土壤的情况并非如此，在火星上，第二次和第三次营养素注入没有产生任何显踪气体的进一步释放”。其他科学家认为，土壤中的超氧化物可能会在无生命存在的情况下产生出这种效应。几乎普遍的共识是，放弃将显踪释出数据作为生命的证据，因为用于识别天然有机物的气相色谱-质谱仪并未检测到有机分子。最近，好奇号探测车分析了从一块名为“坎伯兰”的岩石中钻取的粉末，检测到了高浓度的有机化合物，特别是氯苯。专业界一般的看法是，海盗号关于生命任务的结果是不确定的。
2007年，在卡内基科学研究所（美国华盛顿特区）地球物理实验室的一次研讨会上，吉尔伯特·莱文的调查再次被评估。莱文仍坚持他的原始数据是正确的，因为阳性和阴性对照实验一切正常。此外，2012年4月12日，莱文的团队报告了一项基于旧数据的统计推测，通过显踪释放实验的聚类分析，从数学上重新解释可能表明“火星上现存微生物生命”证据的旧数据。批评者反驳说，该方法尚未被证明能有效区分地球上的生物和非生物作用，因此得出任何结论都为时尚早。
墨西哥国立自治大学拉斐尔·纳瓦罗·冈萨雷斯主导的一支研究小组得出结论，海盗计划用于寻找有机分子的气相色谱法-质谱联用设备（TV-GC-MS）可能灵敏度不足，无法检测到低水平的有机物。对此，海盗号气相色谱-质谱分析实验的首席研究员克劳斯·比曼（Klaus Biemann）曾撰文反驳。由于样本处理的简单性，气相色谱-质谱分析仍被认为是未来火星任务中检测有机物的标准方法，因而，纳瓦罗·冈萨雷斯建议，未来火星有机物检测设备的设计应包括其他的探测方法。
当凤凰号着陆器在火星上发现高氯酸盐后，几乎为相同成员的冈萨雷斯团队发表了一篇论文，认为海盗号气相色谱-质谱实验结果因高氯酸盐的存在而受损。2011年的一本天体生物学教科书指出，“虽然对重现显踪释出结果而言，高氯酸盐的氧化性很低（在该实验条件下，高氯酸盐不会氧化有机物），但确实会氧化并破坏气相色谱-质谱测试中处于较高温度下的有机物”。比曼也写了一篇批评纳瓦罗·冈萨雷斯论文的评论，后者对此作出了回复，双方的交流意见于2011年12月发表。

### 2008年凤凰号着陆器

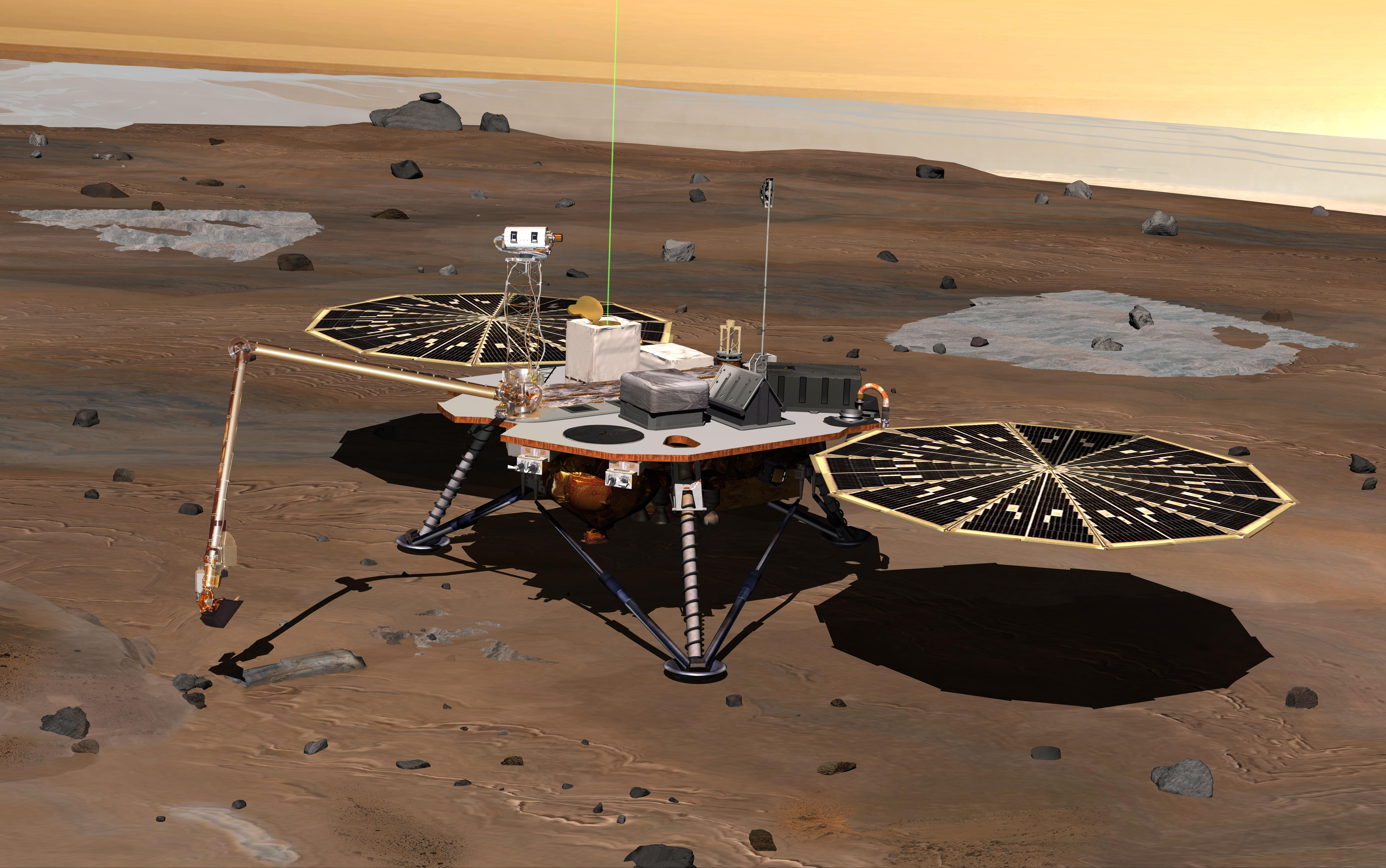
An artist's concept of the Phoenix spacecraft

2008年5月25日，凤凰号自动探测器降落在火星极地地区，并一直运行至2008年11月10日。该任务的两大主要目标之一是在火星表岩屑中寻找可能存在微生物生命的“宜居带”，其次是研究火星上水的地质史。着陆器有一条2.5米长的机械臂，可在表土中挖掘浅沟。一项电化学实验分析了表土中的离子及火星上抗氧化物的数量和类型。海盗计划的数据表明，火星上的氧化物分布可能随纬度的改变而变化，并指出位置比海盗1号更靠北的海盗2号发现的氧化物更少，而凤凰号降落在更远的北方。凤凰号的初步数据显示，火星土壤中含有高氯酸盐，因此，可能不像之前认为的那样对生命友好。从生物学角度，pH值和盐浓度被认为尚处良性，分析仪还表明存在结合态水和二氧化碳。最近对火星陨石“大象冰碛”（EETA79001）的分析发现，它含有0.6ppm（百万分比）的高氯酸盐(ClO4−)、1.4 ppm的氯酸盐(ClO3−)和16ppm的硝酸盐(NO3−) ，最有可能起源于火星。氯酸盐表明还存在其他的高氧化性氧氯化物，如由氯的紫外线氧化和高氯酸盐X射线辐解产生的亚氯酸盐(ClO2−)或一氧化氯(ClO)。因此，只有高耐熔和/或良好保护的（地下）有机物才有可能存活。此外，最近对凤凰号湿化学实验室的分析表明，凤凰号土壤中的高氯酸钙可能长达6亿年没有与任何形式的液态水发生过作用，如果有，高溶解性的高氯酸钙将只生成硫酸钙，这表明这里是一处极度干旱的环境，与液态水的相互作用极少或根本没有。

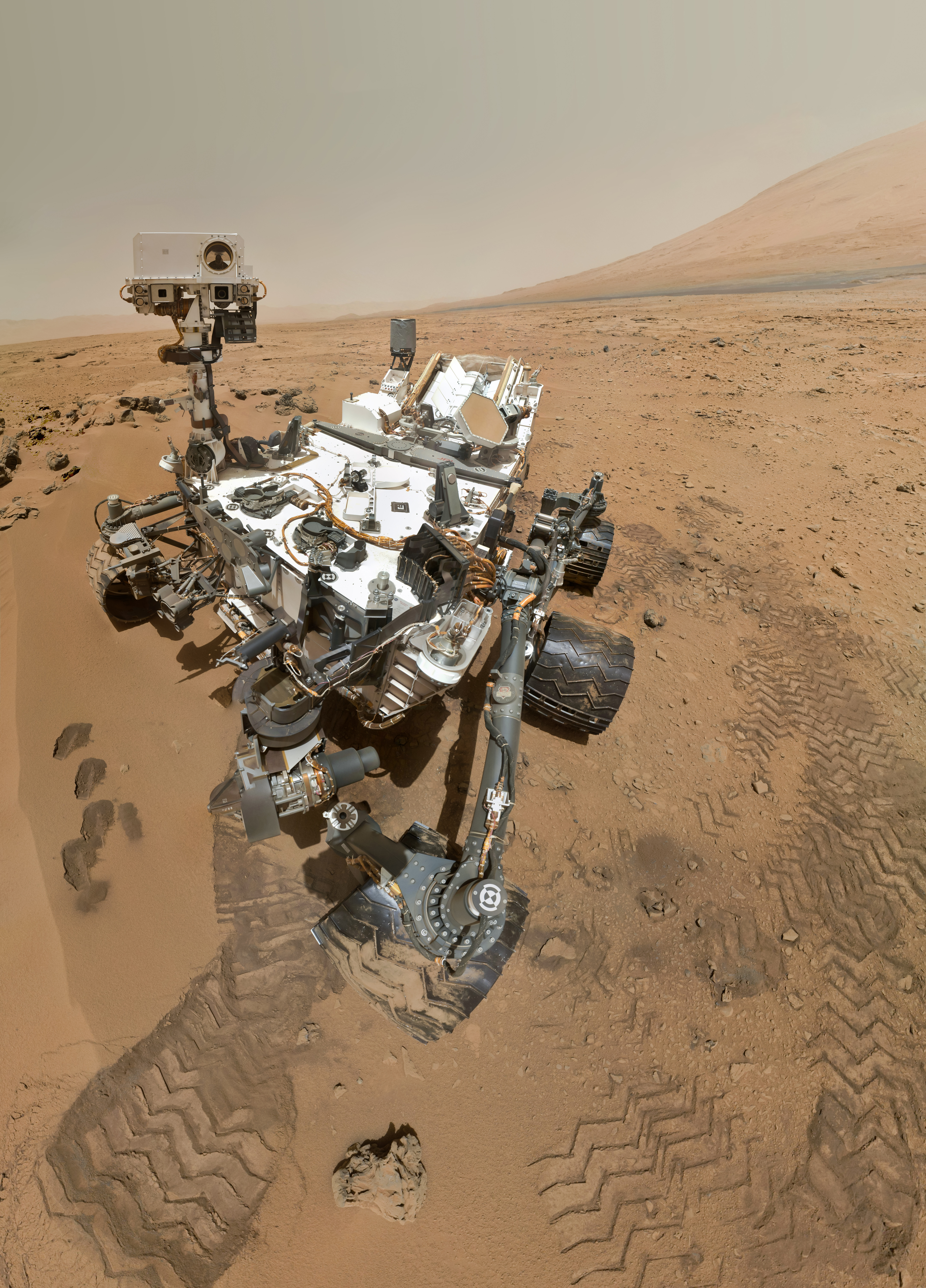
好奇号漫游车自拍照

### 火星科学实验室
火星科学实验室任务为美国航天局于2011年11月26日发射的火星探索项目，好奇号探测车是一辆核动力机器人车辆，携带有评估火星过去和现在宜居性条件的仪器。2012年8月6日，好奇号探测车在火星盖尔撞击坑埃奥利斯山（又称夏普山）附近的埃奥利斯沼成功着陆。
2014年12月16日，美国宇航局报告说，好奇号探测车检测到火星大气中可能为局部性的“十倍峰值”含量甲烷。“20个月内进行了十几次”样本测量的结果显示，2013年末和2014年初甲烷含量有所增加，平均“大气中甲烷含量为十亿分之七”，而在此前后，平均读数仅约为该水平的十分之一。此外，在好奇号火星车分析的一块名为“坎伯兰”的岩石上所钻取的粉末中，检测到低浓度的氯苯（CH5Cl）。火星2020毅力号火星车是美国宇航局于2020年7月30日发射的火星漫游者任务，其目的是调查火星上与天体生物学相关的古代环境、表面地质作用和历史，包括评估其过去的宜居性以及在可获得地质材料中保存有生命印迹的可能性。

### 未来天体生物学任务

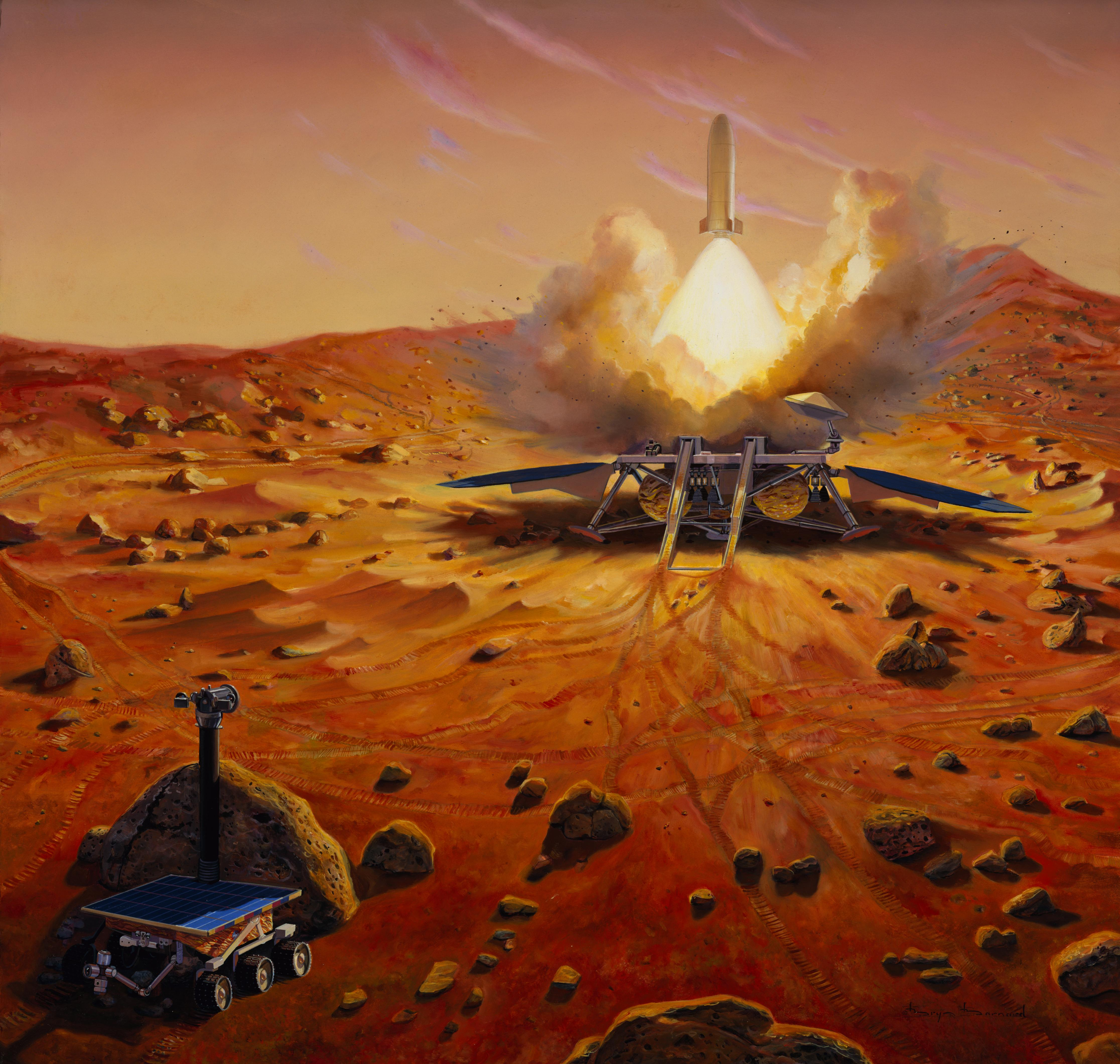
“火星取样返回”任务艺术想象图。

- 火星太空生物探测是一项欧洲主导，由欧洲空间局和俄罗斯航天国家集团共同开发的多航天器计划，预定于2016年和2020年发射[285]。其主要科学任务将是寻找火星上过去和现在可能存在的生命印迹。一辆配有2米（6.6英尺）长岩芯钻杆的探测车将用于在不同深度的地表下取样，在那里可能会发现液态水和幸存于宇宙辐射下的微生物或有机生命印迹[41]。
- 火星样本取回任务—最佳的生命探测实验将是在地球上检测火星土壤样本，但提供和维持从火星到地球数月的生命支持困难仍有待解决。提供仍属未知环境和营养的需求令人望而生畏，因此得出的结论是“与基于培养的方法相比，从取回样本中搜寻潜在生命迹象是研究碳基有机化合物最效的方法之一”[286]。

## 定居
定居火星的一些主要原因包括经济利益、最好由人类而自动探测器进行长期科学研究以及纯粹的好奇心。火星的表面条件和水的存在使它成为太阳系中除地球外最宜居的行星。人类对火星的移民需要就地利用资源。美国宇航局的一份报告指出“适用的前沿技术包括机器人技术、智能设备、纳米技术、合成生物学、三维打印/叠层制造及自主性等。这些技术与丰富的自然资源相结合，将能够大大提高人类在到达火星前后，在就地资源利用方面的可靠性和安全性，并降低人类在火星定居的成本”。

## 另请查看
- 天体生物学——研究在宇宙中生命起源、生物演化、分布和未来发展的交叉学科
- 适居带
- 外星生命——不是源於地球的生命形態
- 假定型生物化学
- 火星在地球上的宜居性模拟环境
- 火星地球化——改變火星生態學的過程
- 行星保护